# Алисија (ТВ серија)
Не поистовећивати са чланком Бела удовица.
Алисија (шп. La viuda de Blanco) колумбијска је теленовела, снимана током 1996. и 1997.
У Србији је емитована 2000. на ТВ Политика, а затим и на другим локалним телевизијама.

## Синопсис
Племенита Алисија Гуардиола завршила је иза решетака, након што је оптужена за убиство свог супруга Амадора Бланка, коме је родила двојицу синова - близанце Фелипеа и Дувана. Дечаци су временом у селу постали познати као близанци Бланко.
Алисијина свекрва, доња Перфекта, никада није одобрила одлуку свог првенца да се ожени њоме. Због тога је, када је сазнала за његову смрт, претпоставила да је отет и убијен, управо по Алисијином наређењу. Смрт вољеног сина само је појачала мржњу старице према снаји.
Огорчена и бесна, Перфекта је уз помоћ породичног адвоката и пријатеља, Лаурентина Урбине, окривила Алисију за Амадорову смрт, одлучна да је натера да плати за то. Тако је јунакиња ове приче пребачена у женски затвор, где је током неколико година трпела понижења, испаштајући за злочин који није починила.
Док је Алисија проводила године у затворској ћелији, Перфекта је успела да добије законско старатељство над близанцима, којима се трудила да укорени безграничну љубав према покојном оцу, али и мржњу према мајци, коју је сматрала ужасном женом, мада је Алисија одувек била сушта супротност томе - млада је, лепа, чврстог карактера и морала.
Чим успе да поврати своју слободу, доказавши притом да суд није имао довољно доказа да је смести у затвор, Алисија креће пут села Тринидад, одлучна да поврати старатељство над синовима. У ноћи када се упути ка некадашњем дому, пут јој се укршта са Дијегом Бланком, девером кога до тада није познавала.
Он је очаран њеном лепотом, али и велом мистерије који је обавија, али остаје затечен када Алисија почне да бежи од њега, јер је схватила да између њега и њене свекрве постоји сличност. Истовремено, Фелипе и Дуван, који одмалена имају натприродне моћи, сањају несрећу у којој један човек успева да спаси жену и таксисту и која најављује долазак мистериозне жене у село.
Перфекта оправдано страхује због овог сна, јер су предвиђања близанаца увек била тачна. Када се Алисија појави у дому Бланкових, њена свекрва ће започети рат против ње - учиниће све да је држи подаље од својих унука, а у помоћ ће јој притећи и остали становници села. Сви, осим једног - старог Хустина Брињона, мистериозног и наизглед мрачног човека, који је међу мештанима познат као вампир Брињон…

## Улоге
| Глумац:                | Улога:                            |
| ---------------------- | --------------------------------- |
| Марија Елена Доехринг  | Алисија Гуардијола де Бланко      |
| Освалдо Риос           | Дијего Бланко Албарасин           |
| Консуело Лузардо       | Доња Перфекта Албарасин де Бланко |
| Хулијо дел Мар         | Хјустино Брињон                   |
| Јоландита Монхе        | Хајде Бланко Албарасин            |
| Хорхе Енрике Абељо     | Димас Пантоха                     |
| Матео Рудас            | Дуван Бланко Гуардијола           |
| Сантијаго Рудас        | Фелипе Бланко Гуардијола          |
| Данило Сантос          | Амадор Бланко Албарасин           |
| Ана Марија Хојос       | Илуминада Урбина #1               |
| Тања Фалкез            | Илуминада Урбина #2               |
| Алваро Бајона          | Лаурентино Урбина                 |
| Леонор Гонзалез Мина   | Бласина                           |
| Херердо Калеро         | Иполито Ревојо                    |
| Данијел Мохика         | Мегатео                           |
| Сандра Перез           | Валерија Сандовал                 |
| Хуан Себастијан Арагон | Фабио Хустер Брињон               |
| Роберто Кано           | Рикардо                           |
| Марија Инес Херера     | Кларита                           |
| Исабел Кампос          | Корнелија                         |